# Єршов Олександр Олександрович
Олекса́ндр Олекса́ндрович Єршо́в — полковник, Міністерство внутрішніх справ України, тимчасовий виконувач обов'язків начальника Департаменту ДАІ МВС України.

## З життєпису
Закінчив Національну академію внутрішніх справ, з 1992 року — старший інстпектор дорожно-патрульної служби 1-ї спеціалізованої роти полку ДПС в Києві, дослужився до командира полку. В 2005—2007 роках очолював спецзагін «Кобра». 2010 року очолив управління ДПС в Чернігівській області, з 2012-го — Харківської.
На початку травня 2014 року загін офіцерів міліції повернувся із розвідки, виконавши завдання, у штабний табір Антитерористичного центру — знищили засідку терористів: полковник Олексій Єршов, майор Олександр Малихін, капітан Михайло Зленко.
З дружиною Оксаною виховує двох дочок Анастасію і Дарину.

## Нагороди
20 червня 2014 року — за особисту мужність і героїзм, виявлені у захисті державного суверенітету та територіальної цілісності України, вірність військовій присязі під час російсько-української війни, відзначений — нагороджений орденом «За мужність» III ступеня.

## Власність
На запит журналістів Радіо Свобода надати декларацію про доходи, Олександр Єршов, в порушення норм Закону України «Про доступ до публічної інформації», відмовився надавати інформацію про свій майновий стан.
У власності сім'ї Єршових знаходиться Toyota Land Cruiser 200, Lexus RX350, Porsche Cayenne і Range Rover Evoque.